# Kváziaritmetikai közép
Legyen {\displaystyle I\subseteq \mathbb {R} } intervallum, {\displaystyle a,b\in I} valós számok, {\displaystyle f:I\to \mathbb {R} } intervallumon értelmezett szigorúan monoton és folytonos függvény. Ekkor az {\displaystyle a} és {\displaystyle b} számok {\displaystyle f}-re vonatkozó kváziaritmetikai közepe a következő, {\displaystyle A_{f}}-fel jelölt szám:
Hasonlóan, ha adottak az {\displaystyle x_{1},x_{2},...,x_{n}} ∈ {\displaystyle I} számok, akkor ezek {\displaystyle f}-re vonatkozó függvényközepe
Az {\displaystyle f} függvényt szokás a közép generátorfüggvényének is nevezni.
A kváziaritmetikai közép a  hatványközepek általánosítása, {\displaystyle f(x)=x^{p}} esetén visszakapjuk a hatványközepeket.
Megjegyzés: a kváziaritmetikai közép értelmezhető a valós számokon kívül más objektumokra is például vektorokra. Ekkor azt kell feltenni, hogy {\displaystyle f} értelmezési tartománya {\displaystyle \mathbb {R} ^{n}} egy összefüggő részhalmaza.
Nevezik Kolmogorov-középnek is, az orosz Andrej Kolmogorov után.

## Tulajdonságok

### Jóldefiniáltság
Először azt kell belátnunk, hogy a definícióban szereplő formulák jóldefiniáltak. Ilyen feltételek mellett {\displaystyle f} két értéke között minden értéket felvesz és szigorúan monoton. Ekkor
az {\displaystyle f} ({\displaystyle a}) és {\displaystyle f} ({\displaystyle b}) illetve az legkisebb f({\displaystyle x_{i}}) és legnagyobb f({\displaystyle x_{i}}) közé esik, így beleesnek a képhalmazba, azaz f −1 értelmezve van rajtuk.

### Összefüggés az absztrakt átlagokkal
Az absztrakt „átlag” fogalmának többféle ismert axiomatikus felépítése létezik. A fent definiált kvázi-aritmetikai közepek teljesítik az „átlag” leggyakrabban megkövetelt tulajdonságait, úgymint:
A következő tulajdonságokat, az ún. középérték-axiómákat:
- Cauchy középérték-axiómája::[1] {\displaystyle \min \left(x_{1},x_{2},...,x_{n}\right)} {\displaystyle \leq } {\displaystyle A_{f}\left(x_{1},x_{2},...,x_{n}\right)} {\displaystyle \leq } {\displaystyle \max \left(x_{1},x_{2},...,x_{n}\right)}

Hiszen ha {\displaystyle m}-mel jelöljük az {\displaystyle x_{i}}-k közül a legkisebbet és {\displaystyle M}-mel a legnagyobbat, akkor teljesül {\displaystyle m} ≦ {\displaystyle x_{i}} ≦ {\displaystyle M}. Ha {\displaystyle f} szig. mon. nő, akkor ebből f(m) ≦ f({\displaystyle x_{i}}) ≦ f(M) következik és mivel a számtani közép a legkisebb és legnagyobb érték közé esik, ezért ebből és az inverz ugyanilyen irányú szigorú monotonitásából következik az az egyenlőtlenség, amit be kellett látnunk. Ha f szigorú monoton csökken, akkor {\displaystyle m} ≦ {\displaystyle x_{i}} ≦ {\displaystyle M}-ből f(M) ≦ f({\displaystyle x_{i}}) ≦ f(m) következik, majd ebből szintén az inverz csökkenő tulajdonságából az állítás.
- Szimmetria-axióma: {\displaystyle A_{f}\left(x_{1},x_{2},...,x_{n}\right)=A_{f}\left(y_{1},y_{2},...,y_{n}\right)}, ha a {\displaystyle x_{1},x_{2},...,x_{n}} elemrendszernek {\displaystyle y_{1},y_{2},...,y_{n}} egy permutációja; vagyis a változók értékeinek cserélgetése a középértéket nem változtatja

Ez a tétel a számtani közép ugyanilyen tulajdonságából következik.

### Egyéb tulajdonságok
Ha {\displaystyle m}-mel jelöljük az {\displaystyle x_{i}}-k közül a legkisebbet, akkor
- {\displaystyle m=A_{f}\left(x_{1},x_{2},...,x_{n}\right)} akkor és csak akkor teljesül, ha x1 = x2 = … = xn.

Ugyanis, ha a számok egyenlők, akkor a közép egyenlő bármelyikükkel (hiszen ekkor {\displaystyle A_{f}(x,x,...,x)} {\displaystyle =}{\displaystyle f^{-1}\left({\frac {1}{n}}\sum _{i=1}^{n}f(x)\right)} {\displaystyle =} {\displaystyle f^{-1}\left({\frac {nf(x)}{n}}\right)} {\displaystyle =} {\displaystyle f^{-1}\left(f(x)\right)} {\displaystyle =} {\displaystyle x}). Megfordítva, ha a közép a legkisebbik számmal egyenlő, akkor ez az f általi függvényértékekre is igaz; így az {\displaystyle f(x_{i})=y_{i}} jelöléssel {\displaystyle f(m)={\frac {1}{n}}\sum _{i=1}^{n}y_{i}}, ahol valamely i-re yi = f(m). f szigorú monotonitása miatt f(m) vagy az f({\displaystyle x_{i}}) számok közül a legkisebb, vagy a legnagyobb. Eszerint egy számtani közép (az yi-k átlaga) vagy a legkisebb, vagy a legnagyobb értékkel egyenlő, amiből a számtani közép hasonló tulajdonsága miatt, mint amit itt bizonyítani szeretnénk, következik, hogy a számok egyenlők. Ha az f({\displaystyle x_{i}})-k egyenlők, akkor az {\displaystyle x_{i}}-k is egyenlők, hiszen f a rá vonatkozó feltételekből következően injektív.
Ez m helyett az M maximummal is igaz.
Megjegyzés: a bizonyításhoz felhasználtuk, hogy a számtani közép rendelkezik a bizonyítandó tulajdonsággal. Ennek az iméntitől független bizonyítását ld. a számtani közép c. cikkben.
- Particionálhatóság: A kváziaritmetikai közép számítható blokkonként: :: {\displaystyle M_{f}(x_{1},\dots ,x_{n\cdot k})=M_{f}(M_{f}(x_{1},\dots ,x_{k}),M_{f}(x_{k+1},\dots ,x_{2\cdot k}),\dots ,M_{f}(x_{(n-1)\cdot k+1},\dots ,x_{n\cdot k}))}
- A kváziaritmetikai közép nem változik, ha néhány elemet a kváziaritmetikai közepükkel helyettesítünk a multiplicitás megtartásával. Ha

{\displaystyle m=M_{f}(x_{1},\dots ,x_{k})}, akkor
{\displaystyle M_{f}(x_{1},\dots ,x_{k},x_{k+1},\dots ,x_{n})=M_{f}(\underbrace {m,\dots ,m} _{k{\text{ times}}},x_{k+1},\dots ,x_{n})}
- Invariáns az f függvény skálázására és eltolására:

{\displaystyle \forall a\ \forall b\neq 0((\forall t\ g(t)=a+b\cdot f(t))\Rightarrow \forall x\ M_{f}(x)=M_{g}(x)}.
- Mivel f monoton, azért  {\displaystyle M_{f}} is monoton.
- Kétváltozós esetben teljesülnek a következők:

{\displaystyle M(M(x,y),M(z,w))=M(M(x,z),M(y,w))} és
{\displaystyle M(x,M(y,z))=M(M(x,y),M(x,z))}.
Ezek közül akár egy is egyértelműen jellemzi a kváziaritmetikai közepeket. Lásd Aczél–Dhombres,  17. fejezet.
- Két változó esetén a kváziartitmetikai közép teljesíti a kiegyenlítési tulajdonságot: {\displaystyle M{\big (}M(x,M(x,y)),M(y,M(x,y)){\big )}=M(x,y)}. Érdekes kérdés, hogy ez a tulajdonság a monotonitással, folytonossággal, fixpont tulajdonsággal és a szimmetriával együtt bizonyítja, hogy kváziaritmetikai középről van szó. Erre Georg Aumann az 1930-as években adott választ: általános esetben eldönthetetlen,[2] de lehetséges, ha analitikus függvényről van szó.[3]
- Reguláris esetben a Centrális határeloszlás-tétel is belátható a kváziaritmetikai közepekre. Ez azt jelenti, hogy   {\displaystyle {\sqrt {n}}\{M_{f}(X_{1},\dots ,X_{n})-f^{-1}(E_{f}(X_{1},\dots ,X_{n}))\}} approximálja a normális eloszlást.[4]

### A Kolmogorov–Nagumo-tétel
A. N. Kolmogorov és Mitio Nagumo 1930-ban, valószínűségeloszlások „átlagértékeit” vizsgálva jutottak a következő axiomatikus definícióra (Kolmogorov–Nagumo–de Finetti-axiómarendszer):
Legyen {\displaystyle T\subseteq \mathbb {R} } zárt intervallum; {\displaystyle M:\left(\cup _{i=1}^{\infty }T^{i}\right)\rightarrow T} olyan függvény, amely
1. Rögzített i-re folytonos;
2. Rögzített i-re: minden változójában szigorúan monoton;
3. Rögzített i esetén változóiban szimmetrikus (azok permutációira invariáns)
4. Rögzített i-re reflexív, azaz ha minden változója ugyanazon A értéket veszi fel, a függvény értéke is A;
5. teljesíti a dekompozíciós tulajdonságot, avagy a Bemporad-féle asszociativitást:[5] M(x1, x2, … , xn) = M(x, x, … , x, xk+1, xk+2, … , xn); ahol x = M(x1, x2, … , xn), és 1<k<n-1 és 1<n.

E definíció érdekessége az, hogy amint a két kutató egymástól függetlenül bizonyította; a fenti axiómákat egyetlen függvénycsalád elégíti ki: pontosan a kváziaritmetikai közepek családja. Tehát a fenti axiómarendszer a tetszőleges sok változón értelmezett kváziaritmetikai közepek axiomatikus definíciója. Hasonló eredményekre jutott Kolmogorov nyomán Bruno de Finetti is 1931-ben.
De Finetti mutatott példát olyan, statisztikában használt középféleségekre is, melyek nem aritmetikai közepek – az (antiharmonikus közép a szigorú monotonitást, a medián a Bemporad-asszociativitást nem teljesíti.
Megjegyzés: a Kolmogorov-Nagumo-de Finetti axiómarendszer nem egyértelmű/karakterisztikus jellemzése tetszőleges i-változós kváziaritmetikai középnek (i rögzítettségét feltételezve), csak ezek tetszőleges sok változóra egyszerre történő kiterjesztésének. Ha M definícióját úgy módosítjuk, hogy i rögzített legyen, akkor a fenti axiómarendszer nem feltétlenül az i-változós kváziaritmetikai közepet határozza meg.

### Homogenitás
A közepektől többnyire elvárják, hogy homogének legyenek, de a legtöbb függvény esetén a kváziaritmetikai közép nem az. Kivétel csak a hatványközepek és a mértani közép homogén. Lásd Hardy–Littlewood–Pólya, 68. oldal.
A homogén tulajdonság elérhető, ha normalizáljuk az adatokat, amiknek a közepét számítjuk:
{\displaystyle M_{f,C}x=Cx\cdot f^{-1}\left({\frac {f\left({\frac {x_{1}}{Cx}}\right)+\cdots +f\left({\frac {x_{n}}{Cx}}\right)}{n}}\right)}
Ahol {\displaystyle C} homogén közép. Ez a módszer azonban elronthatja a közép monotonitását vagy particionáló tulajdonságát.

## Példák
(A lenti példák közül valamennyi megfelel a kváziaritmetikai közép definíciójában foglalt feltételeknek; értelmezési tartományuk nem-elfajuló – noha nem feltétlenül korlátos – intervallum, melyen szigorúan monotonok és folytonosak (ezáltal, injektívek).
| Közép elnevezése            | Közép képlete {\displaystyle M(x_{1},x_{2},\ldots ,x_{n})}                                         | Generátorfüggvény                                                                          | értelmezés intervalluma                          |
| Számtani közép              | {\displaystyle {\frac {1}{n}}\sum _{i=1}^{n}x_{i}}                                                 | {\displaystyle f(x)=x}                                                                     | {\displaystyle \mathbb {R} =(-\infty ,\infty )}  |
| Négyzetes közép             | {\displaystyle {\sqrt {{\frac {1}{n}}\sum _{i=1}^{n}x_{i}^{2}}}}                                   | {\displaystyle f(x)=x^{2}}                                                                 | {\displaystyle \mathbb {R} _{0}^{+}=[0,\infty )} |
| Harmonikus közép            | {\displaystyle {\frac {n}{\displaystyle \sum _{i=1}^{n}{\frac {1}{x_{i}}}}}}                       | {\displaystyle f(x)={\frac {1}{x}}}                                                        | {\displaystyle \mathbb {R} ^{+}=(0,\infty )}     |
| Hatványközép (Hölder-közép) | {\displaystyle \left({\frac {1}{n}}\sum _{i=1}^{n}x_{i}^{\alpha }\right)^{\frac {1}{\alpha }}}     | {\displaystyle f(x)=x^{\alpha }} {\displaystyle (\alpha \in \mathbb {R} \setminus \{0\})}  | {\displaystyle \mathbb {R} _{0}^{+}=[0,\infty )} |
| Mértani közép               | {\displaystyle {\sqrt[{n}]{\prod _{i=1}^{n}x_{i}}}}                                                | {\displaystyle f(x)=\log _{v}(x)} {\displaystyle (v\in \mathbb {R} ^{+}\setminus \{1\})}   | {\displaystyle \mathbb {R} ^{+}=(0,\infty )}     |
| Exponenciális közép         | {\displaystyle {\frac {1}{\alpha }}\ln \left({\frac {1}{n}}\sum _{i=1}^{n}e^{\alpha x_{i}}\right)} | {\displaystyle f(x)=e^{\alpha x}} {\displaystyle (\alpha \in \mathbb {R} \setminus \{0\})} | {\displaystyle \mathbb {R} =(-\infty ,\infty )}  |

## Általánosítások
A kváziaritmetikai közép egy lehetséges általánosítása a súlyozott kváziaritmetikai közép. Legyen {\displaystyle f} az {\displaystyle \mathbb {R} } egy nem-elfajuló intervallumán értelmezett s azon szigorúan monoton és folytonos függvény, s legyen {\displaystyle n\in \mathbb {N} ^{+}}, ekkor az {\displaystyle n}-változós súlyozott kváziaritmetikai közép definíciója:
ahol {\displaystyle \mathbf {w} =(w_{1},w_{2},\ldots ,w_{n})\in (0,1)^{n}} és {\displaystyle \sum _{i=1}^{n}w_{i}\ =\ 1}.
Kolmogorov, Nagumo és de Finetti axiómarendszere nem nyújtja egyértelmű jellemzését ennek a bővebb, súlyozott függvénycsaládnak. A negyvenes évek végén Horváth János és Aczél János magyar kutatók vetették fel, hogy a Kolmogorov-Nagumo-de Finetti axiómarendszer némi módosításával a súlyozott kváziaritmetikai közepek is karakterizálhatóak egy függvényegyenlet-rendszerrel. A kilencvenes évek végén ezt a jellemzési problémát sikerült megoldaniuk.

## Fordítás
- Ez a szócikk részben vagy egészben  a   Quasi-arithmetic mean című angol Wikipédia-szócikk fordításán alapul.  Az eredeti cikk szerkesztőit annak laptörténete sorolja fel. Ez a jelzés csupán a megfogalmazás eredetét és a szerzői jogokat jelzi, nem szolgál a cikkben szereplő információk forrásmegjelöléseként.